# یوجین کیلوران
یوجین کیلوران (ژاپنی: キローラン 裕人؛ زادهٔ ۴ نوامبر ۱۹۸۷) یک بازیکن فوتبال اهل ژاپن است.
از باشگاه‌هایی که در آن بازی کرده‌است می‌توان به باشگاه فوتبال توکیو وردی اشاره کرد.